# Каттани, Лука
Лука Каттани (итал. Luca Cattani; род. 15 августа 1981) — итальянский футбольный менеджер.

## Карьера
Лука Каттани начал карьеру в футболе с работы журналистом в спортивной редакции канала TeleLombardia. Он специализировался на новостях трансферного рынка, а также часто приглашался экспертом на футбольные телепрограммы.
В сезоне 2008/2009 Лука стал скаутом в клубе «Палермо». Первоначально он специализировался по футболистам вне границ Италии, но затем возглавил скаутскую службу клуба. В 2010 году Лука начал работать спортивным директором команды, сразу после получения лицензии на эту деятельность. На тот момент он стал самым молодым спортивным директором в Серии А. В 2012 году именно Каттани стал тем человеком, который смог привести в клуб Паоло Дибалу, за которым лично ездил в Аргентину. При этом Лука приехал в Аргентину рассматривать другого футболиста, Франко Васкеса, который позже также перешёл в «Палермо». Но во время одного из деловых обедов, президент клуба «Институто» Хуан Карлос Баррера предложил Каттани посмотреть на игру Дибалы, которая итальянцу очень понравилась. Лука смог уговорить президента команды Маурицио Дзампарини на покупку Паоло за рекордные для клуба 12 млн евро.
С 1 июля по ноябрь 2013 года Каттани работал спортивным директором в клубе «Новара». В марте 2017 года Каттани стал работать скаутом «Челси», для просмотра молодых игроков в Италии, но там проработал менее года. В марте 2018 года Лука стал работать в скаутской службе клуба «Пари Сен-Жермен».
21 декабря 2021 года Каттани стал спортивным директором клуба «Спартак» Москва. 13 июля 2022 года покинул клуб. За время своей работы Каттани омолодил и обновил «Спартак», грамотно и оперативно управлял спортивным блоком клуба. С лета 2022 года по лето 2024 года работал в структуре клуба «Пари Сен-Жермен».